# Liptena sauberi
Liptena sauberi är en fjärilsart som beskrevs av Schultze 1912. Liptena sauberi ingår i släktet Liptena och familjen juvelvingar. Inga underarter finns listade i Catalogue of Life.